# Sympistis daishi
Sympistis daishi là một loài bướm đêm trong họ Noctuidae.